# Ольшанка (Білостоцький повіт)
Ольшанка (пол. Olszanka) — село в Польщі, у гміні Заблудів Білостоцького повіту Підляського воєводства.
Населення — 45 осіб (2011).
У 1975-1998 роках село належало до Білостоцького воєводства.

## Демографія
Демографічна структура станом на 31 березня 2011 року:
|          | Загалом | Допрацездатний вік | Працездатний вік | Постпрацездатний вік |
| -------- | ------- | ------------------ | ---------------- | -------------------- |
| Чоловіки | 21      | 5                  | 12               | 4                    |
| Жінки    | 24      | 9                  | 9                | 6                    |
| Разом    | 45      | 14                 | 21               | 10                   |